# Юлих
Юлих (на немски: Jülich; на френски: Juliers; на нидерландски: Gulik) е град в Северен Рейн-Вестфалия, Германия, с 32 601 жители (2015).
Намира се на река Рур. Издигнат е на град през 1234 г. От 1328 г. е столица на Херцогство Юлих.